# تلمبه چنگیز مالکی فاریاب
تلمبه چنگیز مالکی فاریاب یک منطقهٔ مسکونی در ایران است که در دهستان گلاشکرد واقع شده‌است.